# Arquéstrato
Arquéstrato (em grego clássico: Ἀρχέστρατος; Gela, século IV a.C. — c. 330 a.C.) foi um poeta, gastrônomo, e provavelmente cozinheiro grego de Gela ou Siracusa, na Sicília, que viveu em meados do século IV a.C.

## Biografia
Seu poema humorístico didático Hedypatheia ("Vida de Luxo"), escrito em hexâmetros, aconselha um leitor gastronômico sobre onde encontrar a melhor comida do mundo mediterrâneo. Arquéstrato, que foi denominado, na Antiguidade, de o Hesíodo ou o Teógnis dos glutões, escreveu paródias no estilo antigo dos poetas gnômicos; a maior parte de sua atenção é dada aos peixes, embora alguns dos primeiros fragmentos se referirem a aperitivos, e houvesse também uma seção sobre vinhos.
Seu poema ganhou certa notoriedade entre os leitores dos séculos IV e III a.C.. Foi referido pelo poeta cômico Antífanes, por Linceu de Samos e pelos filósofos Aristóteles, Crisipo e Clearco de Soles. Em quase todos os casos essas referências são depreciativas, o que implica que o poema de Arquestrato, assim como o manual sobre sexo de Filênis, provavelmente fosse para corromper seus leitores. Esta atitude é exemplificada no Dipnosofistas com citações de Crisipo:
| “ | Este admirável Crisipo, em Sobre Bondade e Prazer livro V, fala de: Livros como os de Filênis, e a Gastronomia de Arquéstrato, e estimulantes para o amor e as relações sexuais, e depois novamente sobre escravas especializadas em tais movimentos e posturas e entendidas no assunto; e mais adiante sobre ele diz: estudando tudo isso e adquirindo os livros sobre o assunto escritos por Filênis e Arquéstrato e outros escritores sobre o tema; e no livro VII ele diz: ninguém deve, portanto, estudar Filênis, ou a Gastronomia de Arquéstrato, com a expectativa de melhorar sua vida! Claramente, ao citar este Arquéstrato tantas vezes, vocês encheram nosso banquete com indecência. Há algo calculado para corromper aquilo que este excelente poeta deixou de dizer? Ateneu, Dipnosofistas 335b. | ” |

Sessenta e dois fragmentos do poema de Arquéstrato (incluindo dois itens duvidosos) sobrevivem, todos através de citações de Ateneu no Dipnosofistas. O poema foi traduzido ou imitado, em latim por Ênio. A edição padrão dos fragmentos, com comentários e tradução, é de Douglas Olson e Alexander Sens.